# Parc La Fontaine
Parc La Fontaine är en park i Kanada.   Den ligger i regionen Montréal och provinsen Québec, i den sydöstra delen av landet, 160 km öster om huvudstaden Ottawa. Parc La Fontaine ligger 169 meter över havet. Arean är 36 kvadratkilometer.
Terrängen runt Parc La Fontaine är huvudsakligen platt, men den allra närmaste omgivningen är kuperad. Parc La Fontaine ligger uppe på en höjd.Runt Parc La Fontaine är det mycket tätbefolkat, med 6 241 invånare per kvadratkilometer.. Närmaste större samhälle är Montréal, 1,6 km nordost om Parc La Fontaine. 
Runt Parc La Fontaine är det i huvudsak tätbebyggt.